# Rendering bazujący na fizyce
Rendering bazujący na fizyce (ang. Physically Based Rendering, PBR) – model cieniowania, którego celem jest stworzenie bardziej realistycznego oświetlenia otoczenia poprzez zamodelowanie interakcji światła z powierzchnią. W tym celu wykorzystuje się optykę i rzeczywiste właściwości materiałów. PBR nie jest jednolitym standardem, a zbiorem wytycznych.
Do zalet renderingu bazującego na fizyce należą:
- ograniczenie „zgadywania” przez artystę parametrów materiałów, które sprawią, że tekstura będzie wyglądać realistycznie;
- materiały pasują do każdego otoczenia bez potrzeby dopasowywania ich,
- ułatwiają jednoczesne tworzenie przez wielu artystów spójnych i pasujących do siebie materiałów.

Na PBR składają się zazwyczaj:
- odbicia zwierciadlane(inne języki) (ang. specular reflection),
- rozproszona refrakcja (ang. diffuse refraction),
- zasada zachowania energii,
- równanie Fresnela (inaczej efekt Fresnela lub warunek Fresnela)[1],
- przezroczystość i przezierność,
- metaliczność,
- mikropowierzchnie[2].

Model ten jest powszechnie używany w grach komputerowych powstałych po siódmej generacji gier komputerowych. Dostępny jest na silnikach gier takich jak: CryEngine, Decima, Fox Engine, Frostbite, Unity i Unreal Engine 4 oraz w programach do tworzenia trójwymiarowej grafiki i animacji takich jak: 3ds Max, Blender oraz Maya.